# Lijst van soorten artsen
Hieronder een lijst van soorten artsen waarvoor een pagina op deze wiki bestaat.

## A
- Anesthesioloog
- Arts-microbioloog
- Algemeen militair arts
- Arts voor maatschappij en gezondheid
- Arts voor Verstandelijk Gehandicapten
- Allergoloog
- Androloog

## B
- Basisarts
- Bedrijfsarts

## C
- Cardioloog
- Chirurg (vroeger: Chirurgijn)

## D
- Dermatoloog of huidarts
- Dierenarts

## E
- Endocrinoloog

## F
- Fertiliteitsarts
- Foetaal chirurg
- Forensisch arts

## G
- Gemeentearts
- Geriater
- Gynaecoloog
- Gastro-enteroloog, gastroloog, maag-darm-leverarts of mdl-arts

## H
- Havenarts
- Huisarts
- Hartchirurg
- Hepatoloog
- Hematoloog

## I
- Intensivist
- Internist
- Infectioloog

## J
- Jeugdarts

## K
- Kaakchirurg
- Kinderarts of pediater
- Kno-arts of nko-arts of otorinolaryngoloog
- Klinisch geneticus
- Klinisch patholoog

## L
- Lijfarts
- Lipidoloog
- Longarts
- Longchirurg

## M
- Mka-chirurg of mond-, kaak- en aangezichtschirurg

## N
- Nefroloog
- Neuroloog
- Neurochirurg
- Neonatoloog
- Nucleair arts

## O
- Oncoloog
- Oogarts of oftalmoloog
- Oogchirurg
- Orthopedist
- Orthodontist

## P
- Palliatief arts
- Patholoog
- Plastische Chirurg
- Proctoloog
- Psychiater
- Pulmonoloog, pneumoloog of longarts

## R
- Radioloog
- Radiotherapeut
- Reumatoloog
- Revalidatiearts

## S
- Schoolarts
- Specialist ouderengeneeskunde
- Spoedeisendehulparts of urgentiearts
- Sportarts

## T
- Tandarts
- Traumachirurg
- Transplantatiechirurg

## U
- Uroloog

## V
- Verzekeringsarts
- Vaatchirurg

## Z
- Zenuwarts